# Internationale Funkausstellung Berlin

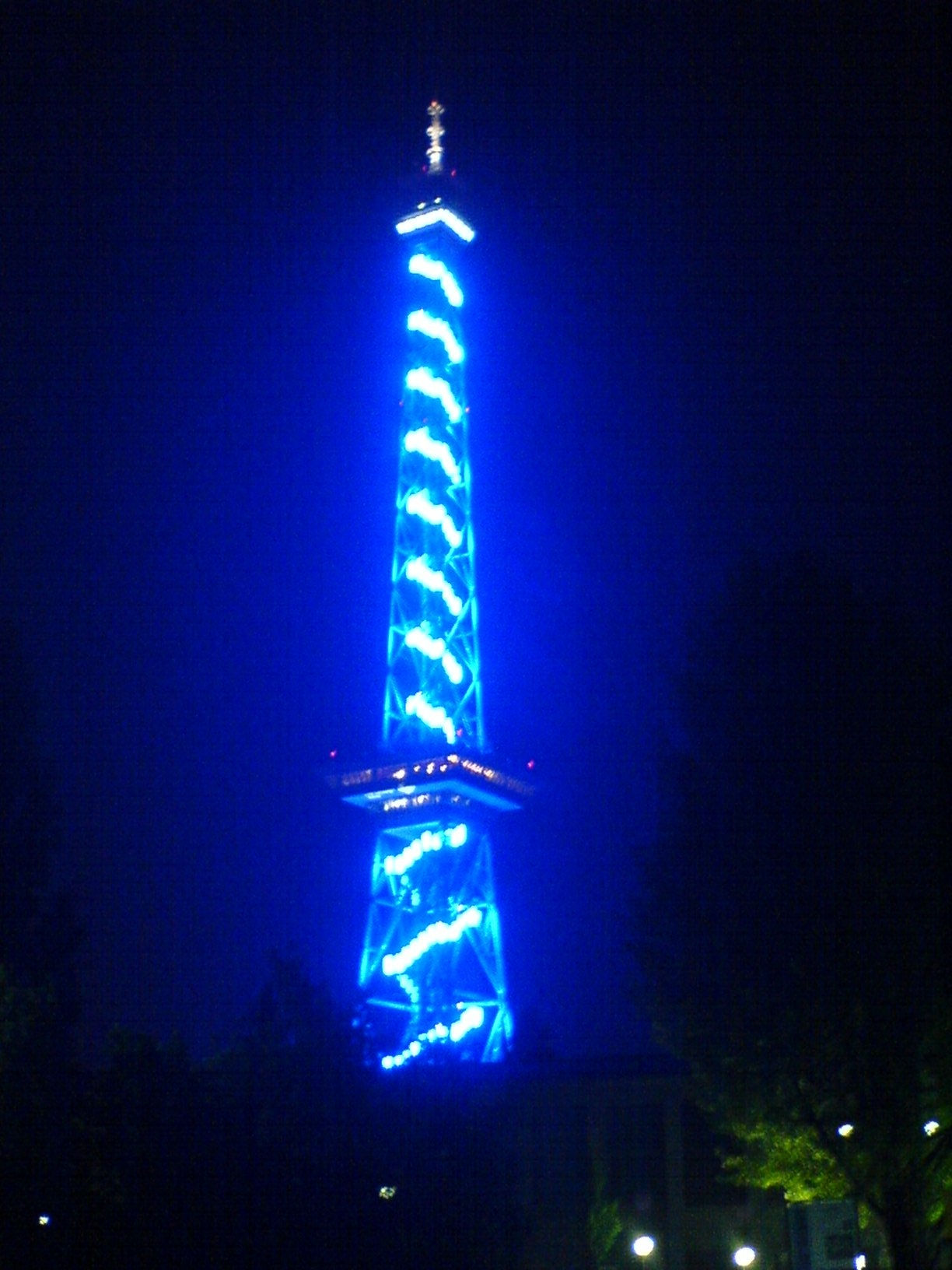
Funkturm under Internationale Funkausstellung Berlin 2005.

Internationale Funkausstellung Berlin (IFA) är en av världens största mässor för konsumentelektronik. 2003 var IFA med 273 800 världens största konsumentelektronimässa.
Internationale Funkausstellung Berlin äger rum i Messe Berlins lokaler under Funkturm.
Den första IFA-utställningen ägde rum 1924 och hette då Deutsche Funkausstellung und Phonoschau. Vid den sjunde utställningen 1930 öppningstalade Albert Einstein. Vid utställningen demonstrerades TV-mottagare. 
1950 arrangerade man för första gången IFA efter andra världskriget. I centrum för mässan stod VHF som blivit standard hos tyska posten, industrin och radion sedan Tyskland vid en internationell konferens fått ett minimum av lång- och mellanvågor.
Willy Brandt startade färg-TV-epoken i Västtyskland vid den 25:e IFA-mässan 1967. Brandt, då utrikesminister, tryckte på en knapp men det blev tydligt att andra styrde knapptryckningen då färgen kom strax innan Brandt hann trycka. 